# کایی (بازیکن فوتبال)
کارلوس انریکه مانزاتو دوس سانتوس (به پرتغالی: Carlos Henrique Manzato dos Santos) معروف به کایی (Cahê) بازیکن فوتبال در پست مهاجم اهل برزیل است که در شهر Santo André (SP) و در تاریخ ۲۰ اوت ۱۹۸۲ به دنیا آمده‌است.

## باشگاهی
کایی در تیم‌های فوتبال Sun Hei سابقهٔ حضور دارد.